# Amplicon

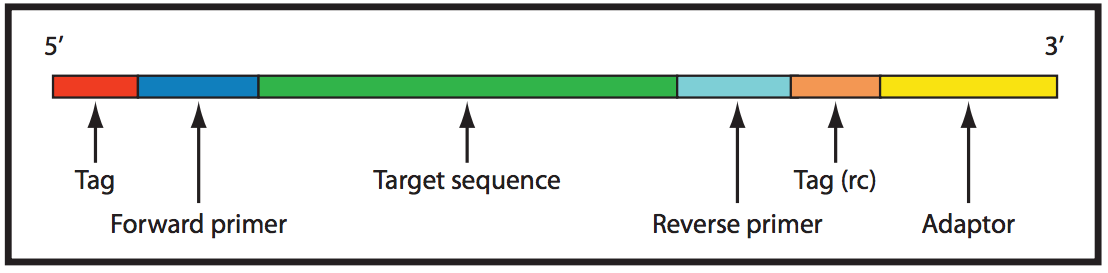
Un modèle de séquence d'amplicon qui a été préparé pour l'amplification. La séquence cible à amplifier est colorée en vert.

En biologie moléculaire, un amplicon est un morceau d'ADN ou d'ARN qui est la source et/ou le produit d'événements d'amplification ou de réplication. Il peut être formé artificiellement, en utilisant diverses méthodes, notamment les réactions en chaîne par polymérase (PCR) ou les réactions en chaîne par ligase (LCR), ou naturellement par duplication de gènes. Dans ce contexte, l'amplification fait référence à la production d'une ou plusieurs copies d'un fragment génétique ou d'une séquence cible, en particulier l'amplicon. Comme il fait référence au produit d'une réaction d'amplification, l'amplicon est utilisé de manière interchangeable avec des termes de laboratoire courants, tels que « produit de PCR ».
L'amplification artificielle est utilisée dans la recherche, la médecine légale, et la médecine  à des fins qui incluent la détection et la quantification des agents infectieux, l'identification des restes humains, et l'extraction des génotypes des cheveux humains.
La duplication naturelle des gènes joue un rôle majeur dans l'évolution. Il est également impliqué dans plusieurs formes de cancer humain, notamment le lymphome médiastinal primitif à cellules B et le lymphome de Hodgkin. Dans ce contexte, le terme amplicon peut désigner à la fois une section d'ADN chromosomique qui a été excisée, amplifiée et réinsérée ailleurs dans le génome, et un fragment d'ADN extrachromosomique appelé double minute, chacun pouvant être composé d'un ou plusieurs gènes. L'amplification des gènes codés par ces amplicons augmente généralement la transcription de ces gènes et finalement le volume des protéines associées.

## Structure
Les amplicons sont en général des séquences génétiques répétées directes (tête-à-queue) ou répétées inversées (tête-à-tête ou queue-à-queue), et peuvent être de structure linéaire ou circulaire. Les amplicons circulaires consistent en des duplications inversées imparfaites recuites dans un cercle et on pense qu'ils proviennent d'amplicons linéaires précurseurs.
Lors de l'amplification artificielle, la longueur de l'amplicon est dictée par les objectifs expérimentaux.

## Technologie
L'analyse des amplicons a été rendue possible par le développement de méthodes d'amplification telles que la PCR, et de plus en plus par des technologies moins chères et à plus haut débit pour le séquençage de l'ADN ou le séquençage de nouvelle génération, comme le séquençage des semi-conducteurs ioniques, communément appelé la marque du développeur, Ion Torrent.
Les technologies de séquençage de l'ADN telles que le séquençage de nouvelle génération ont permis d'étudier les amplicons dans la biologie et la génétique du génome, y compris la recherche sur la génétique du cancer, la recherche phylogénétique et la génétique humaine. Par exemple, en utilisant le gène de l'ARNr 16S, qui fait partie de chaque génome bactérien et archéen et est hautement conservé, les bactéries peuvent être classées taxonomiquement en comparant la séquence d'amplicon à des séquences connues. Cela fonctionne de manière similaire dans le domaine fongique avec le gène de l'ARNr 18S ainsi que la région non codante ITS1.
Indépendamment de l'approche utilisée pour amplifier les amplicons, une technique doit être utilisée pour quantifier le produit amplifié. Généralement, ces techniques intègrent une étape de capture et une étape de détection, bien que la façon dont ces étapes sont incorporées dépend de l'essai individuel.
Les exemples incluent le Amplicor HIV-1 Monitor Assay (RT-PCR), qui a la capacité de reconnaître le VIH dans le plasma ; le QT du VIH-1 (NASBA), qui est utilisé pour mesurer la charge virale plasmatique en amplifiant un segment de l'ARN du VIH ; et l'amplification médiée par la transcription, qui utilise un test de protection par hybridation pour distinguer les infections à Chlamydia trachomatis. Différentes étapes de détection et de capture sont impliquées dans chaque approche pour évaluer le produit d'amplification, ou amplicon. Avec le séquençage des amplicons, le grand nombre d'amplicons différents résultant de l'amplification d'un échantillon habituel sont concaténés et séquencés. Après contrôle de la qualité, la classification est effectuée par différentes méthodes, les comptages de taxons identiques représentant leur abondance relative dans l'échantillon.

## Applications
La PCR peut être utilisée pour déterminer le sexe à partir d'un échantillon d'ADN humain. Le lieu d'insertion de l'élément Alu est sélectionné, amplifié et évalué en termes de taille du fragment. Le test de sexe utilise AluSTXa pour le chromosome X, AluSTYa pour le chromosome Y, ou à la fois AluSTXa et AluSTYa, pour réduire la possibilité d'erreur à une quantité négligeable. Le chromosome inséré donne un gros fragment lorsque la région homologue est amplifiée. Les mâles se distinguent par la présence de deux amplicons d'ADN, tandis que les femelles n'ont qu'un seul amplicon. Le kit adapté pour la mise en œuvre du procédé comprend un couple d'amorces pour amplifier le locus et éventuellement des réactifs de réaction en chaîne par polymérase.
La LCR peut être utilisée pour diagnostiquer la tuberculose. La séquence contenant l'antigène protéique B est ciblée par quatre amorces oligonucléotidiques - deux pour le brin sens et deux pour le brin antisens. Les amorces se lient adjacentes les unes aux autres, formant un segment d'ADN double brin qui, une fois séparé, peut servir de cible pour de futurs cycles de réplication. Dans ce cas, le produit peut être détecté via le dosage immunoenzymatique des microparticules (MEIA).